# 单崇新
单崇新（1977年12月—），男，汉族，河南长垣人，中华人民共和国政治人物。现任郑州大学副校长，教授，博士生导师。第十四届全国政协委员。